# میووش برناتایتس
میووش برناتایتس (انگلیسی: Miłosz Bernatajtys؛ زادهٔ ۳۰ مهٔ ۱۹۸۲) قایقران روئینگ اهل لهستان است.